# Sigue Sigue Sputnik
A Sigue Sigue Sputnik (gyakran egyszerűen csak "Sputnik") brit new wave együttes volt 1985 és 2001 között. A new wave-en kívül a hi-NRG, post-punk, glam rock és elektronikus zene műfajokban is játszottak. Londonban alakultak. Az együttest a Generation X basszusgitárosa, Tony James alapította.

Legismertebb dalaik a "Love Missile F1-11" és a "21st Century Boy". 1985-től 1989-ig működtek, majd 1995-ben, 1998-ban és 2001-ben újból összeálltak koncertek erejéig. Nevük egy orosz utcai banda nevéből származik, szó szerinti jelentése pedig: "égj, műhold, égj".

## Tagok
- Tony James – gitár, elektromos gitár, basszusgitár, billentyűk, vokál (1986–1989, 1995, 1998, 2001)
- Neal X – elektromos gitár, vokál (1986–1989, 1995, 2001)
- Martin Degville – ének (1986–1989, 1998, 2001–2004)
- Chris Kavanagh – dob, elektronikus dob (1986–1989, 1995)
- Ray Mayhew – dob, elektronikus dob (1986–1989)
- Yana YaYa (Jane Farrimond) – billentyűk, űr visszhang, speciális effektek (1986–1989)
- John Green – billentyűk (1995)
- Christopher Novak – ének (1995)
- Claudia Cujo – dob (1998)

## Diszkográfia
- Flaunt It (1986)
- Dress for Excess (1988)
- Sputnik: The Next Generation (1996)
- Piratespace (2001)
- Blak Elvis vs. The Kings of Electronic Rock'n'Roll (2002)
- Ultra Real (2003)